# UFC Fight Night: Strickland vs. Imavov
UFC Fight Night: Strickland vs. Imavov（ユーエフシー・ファイトナイト：ストリックランド・バーサス・イマボフ、別名UFC Fight Night 217、UFC on ESPN+ 75）は、アメリカ合衆国の総合格闘技団体「UFC」の大会の一つ。2023年1月14日、ネバダ州ラスベガスのUFC APEXで開催された。

## 大会概要
本大会はショーン・ストリックランドとナッソーディン・イマボフのライトヘビー級戦が組まれた。

## 試合結果

### プレリミナリーカード
第1試合 フライ級 5分3R
○  チャールズ・ジョンソン vs.  ジミー・フリック ×
1R 4:33 TKO（パウンド）
第2試合 フェザー級 5分3R
○  ダニエル・アルグエタ vs.  ニック・アギーレ ×
3R終了 判定3-0（30-27、30-27、30-27）
第3試合 フライ級 5分3R
○  アラン・ナシメント vs.  カルロス・ヘルナンデス ×
1R 3:16 リアネイキドチョーク
第4試合 ライト級 5分3R
○  マテウシュ・レベツキ vs.  ニック・フィオーレ ×
3R終了 判定3-0（30-26、30-27、30-27）
第5試合 ミドル級 5分3R
○  アブドゥル・ラザク・アルハッサン vs.  クラウディオ・ヒベイロ ×
2R 0:28 KO（右フック）
第6試合 バンタム級 5分3R
○  ジャビッド・バシャラート vs.  マテウス・メンドンサ ×
3R終了 判定3-0（30-27、30-27、29-28）

### メインカード
第7試合 バンタム級 5分3R
○  ウマル・ヌルマゴメドフ vs.  ラオーニ・バルセロス ×
1R 4:40 KO（左フック）
第8試合 女子バンタム級 5分3R
○  ラケル・ペニントン vs.  ケトレン・ヴィエラ ×
3R終了 判定2-1（29-28、28-29、29-28）
第9試合 ミドル級 5分3R
○  ロマン・コプィロフ vs.  プナヘレ・ソリアーノ ×
2R 3:19 TKO（スタンドパンチ連打）
第10試合 フェザー級 5分3R
○  ダン・イゲ vs.  デイモン・ジャクソン ×
2R 4:13 KO（左フック）
第11試合 ライトヘビー級 5分5R
○  ショーン・ストリックランド vs.  ナッソーディン・イマボフ ×
5R終了 判定3-0（49-46、49-46、48-47）

### 各賞
ファイト・オブ・ザ・ナイト：該当無し
パフォーマンス・オブ・ザ・ナイト：ダン・イゲ、ロマン・コプィロフ、ウマル・ヌルマゴメドフ、アラン・ナシメント
各選手にはボーナスとして5万ドルが授与された。

### カード変更
負傷などによるカードの変更は以下の通り。